# Åke Hallgren (låtskrivare)
Åke Sigvard Hallgren, född 21 december 1946, är en musiker och låtskrivare från Hedeviken i Härjedalens kommun. Han är känd för att ha komponerat dansbandslåten Gråt inga tårar från 1974 när han var med i bandet Pippis.